# Гонорій II
Гонорій ІІ (лат. Honorius; бл. 1036, Фаньяно — 13 лютого 1130, Рим, Папська держава) — сто шістдесят другий папа Римський (21 грудня 1124— 13 лютого 1130), походив з селянської сім'ї.
Під час правління Пасхалія II став кардиналом Остії. Представляв папу Калікста II на перемовинах з імператором Священної Римської імперії Генріхом V, які закінчились підписанням Вормського конкордату. Вибори Ламберто збіглися у часі з боротьбою двох родин — П'єрлеоне і Франджіпані. Більшість кардиналів вибрала папою кардинала Теобальдо Боккапекка, майбутнього Целестина II. Під час приготування до коронації родина Франджіпані вибрала папою кардинала Ламберто Сканабеккі, який прийняв ім'я Гонорія II. Целестин II визнав свою поразку та відмовився від престолу, Гонорій II також відмовився від прийняти владу папи. Тому, збори кардиналів повторно вибрали Гонорія II папою.
Папа намагався зберігати мир з імператором Генріхом V, дотримуючись умов Вормського конкордату, підтримував просте духовенство, з рядів якого вийшов. Надав згоду на провадження діяльності орденів премонстрантів і тамплієрів.